# Rochus van Veen

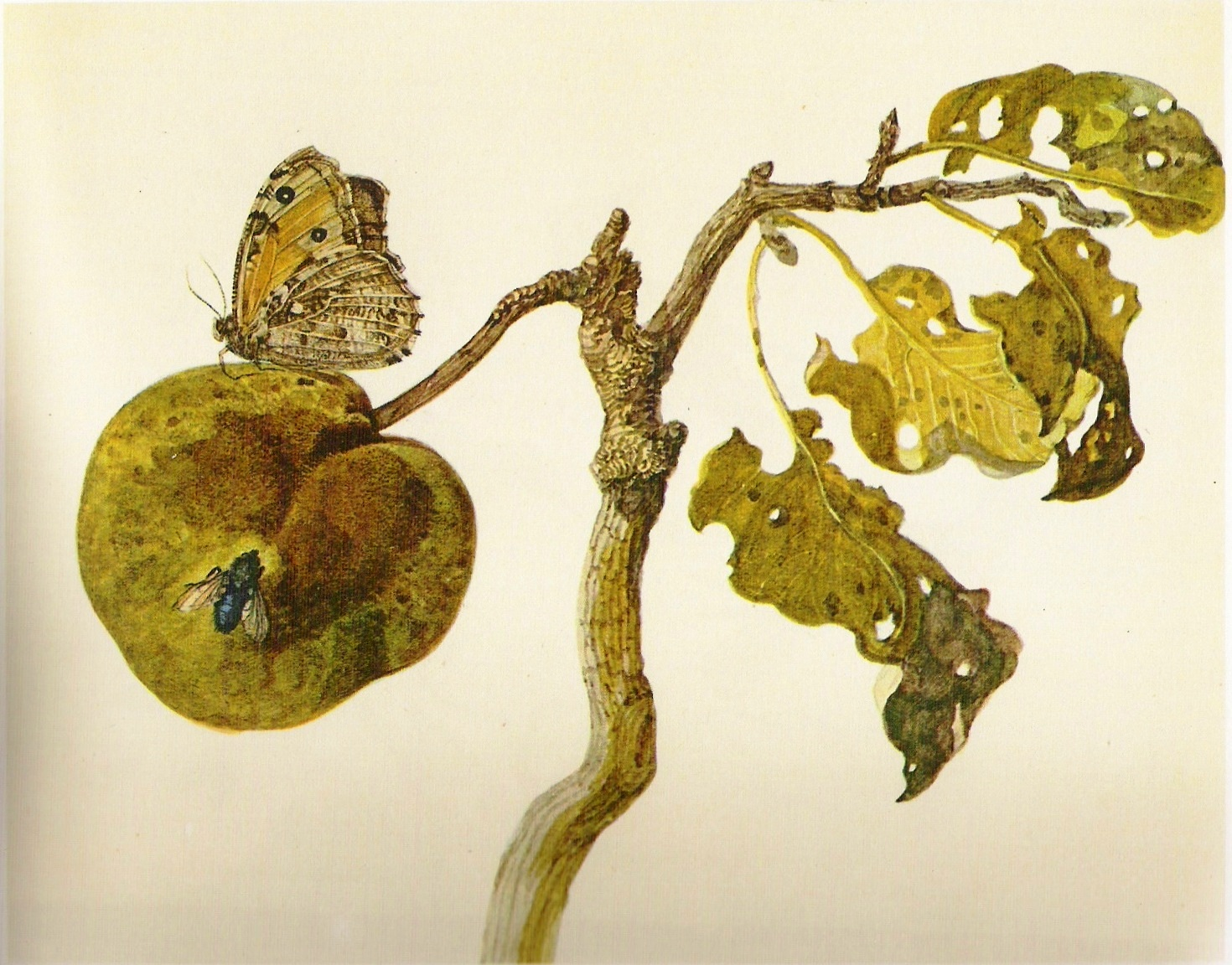
Vlinder en blauwe vlieg, ca. 1680, Teylers Museum, Haarlem

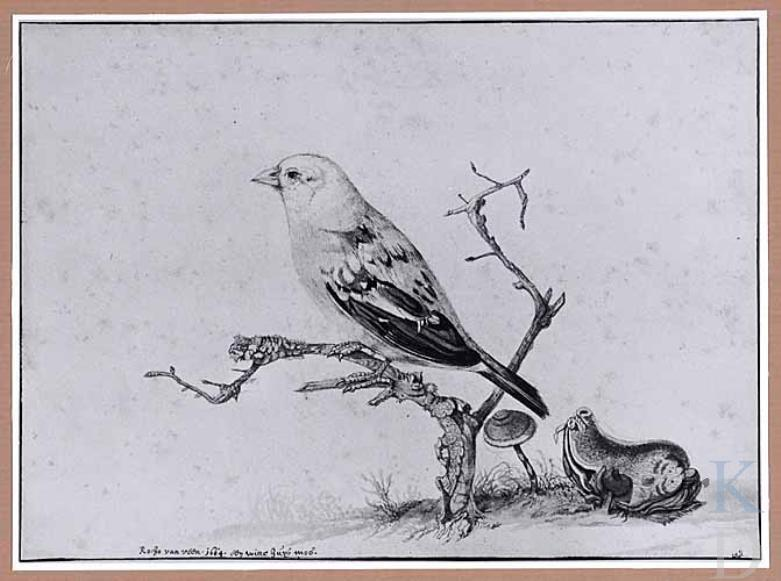
Een witte huys mus, 1664, Goethe-Nationalmuseum, Weimar

Rochus van Veen (ook wel Rocho van Veen) (Beverwijk, circa 1640 – aldaar 1693?) was een Nederlandse kunstschilder.
De Utrechtse architect en verzamelaar Christiaan Kramm vermeldt dat Van Veen begonnen is als glasschilder. In de biografie geschreven door Arnold Houbraken wordt Van Veen beschreven als een schilder die met name Noord-Hollandse planten, vogels en insecten schilderde met waterverf op papier of perkament. 
Van Veen woonde het grootste deel van zijn leven in Beverwijk. Bij zijn huwelijk met Jacomijntje Gerrits Wildeman woonde hij echter in Utrecht. Hij is de zoon van IJsenout van Veen, advocaat bij het Hof van Holland. Het echtpaar had twee zoons onder wie IJsenhout en vermoedelijk ook een dochter, Cornelia.
- Biografisch Portaal: 90381329
- Stuttgart Database of Scientific Illustrators 1450–1950: 4514
- RKD-Nederlands Instituut voor Kunstgeschiedenis: 79646
- Union List of Artist Names: 500022190
- Virtual International Authority File: 95817873